# دفتر مدیریت بحران
دفتر مدیریت بحران (انگلیسی: Office of Emergency Management) (اوایی‌ام) در ایالات متحده آمریکا مسئول برنامه‌ریزی و واکنش به همه بلایا اعم از بلایای طبیعی و انسانی در سطح محلی، قومی، ایالتی، ملی و بین‌المللی است. گاه از این اداره برای مدیریت عواقب رویدادهای ویژه بزرگ مانند جلسات اصلی، بازدید مقامات و غیره نیز استفاده می‌شود. کانادا نیز دفاتر مشابهی دارد.